# Thomas Gore Browne

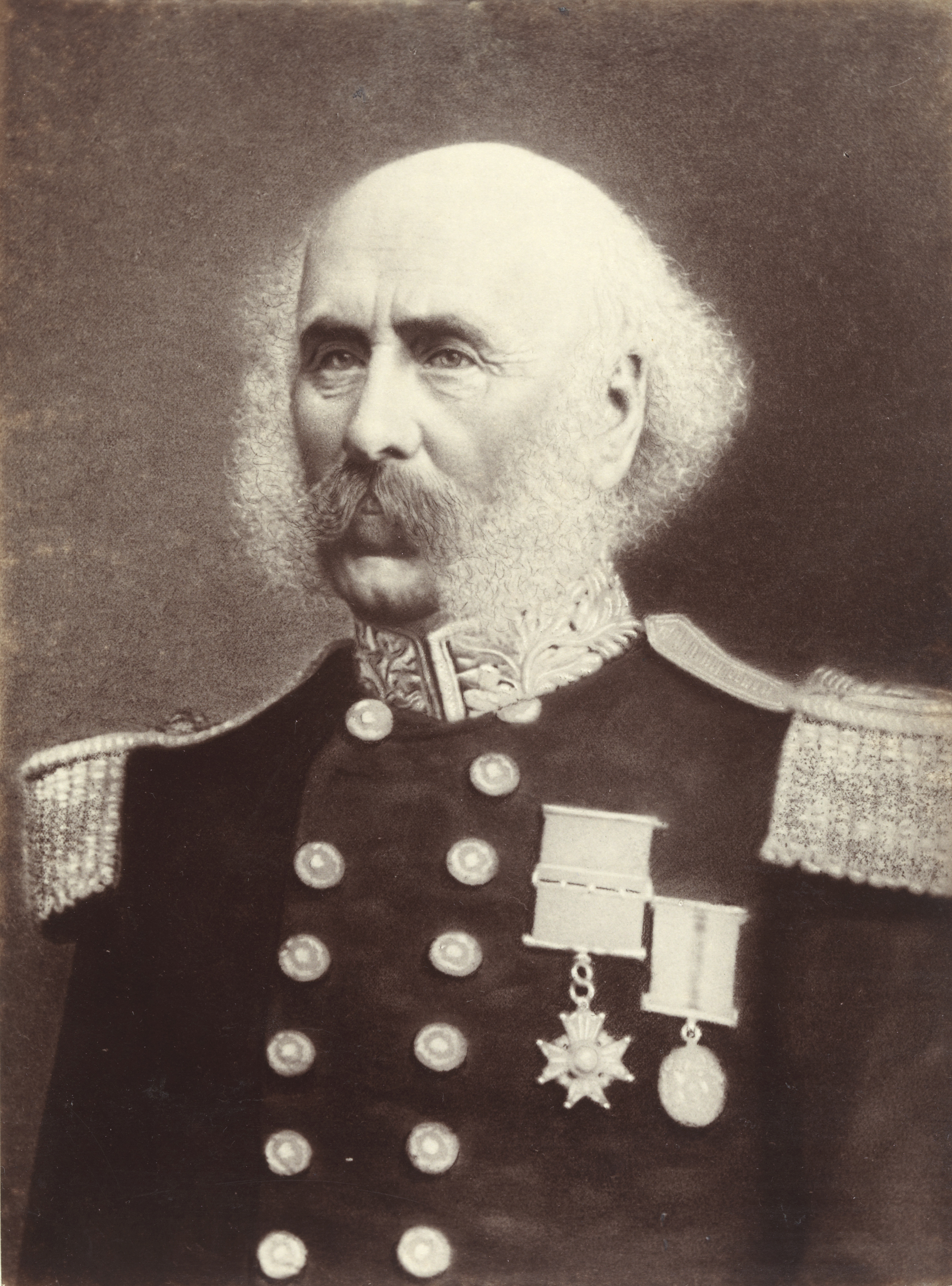
Sir Thomas Gore Browne

Sir Thomas Robert Gore Browne (* 3. Juli 1807 in Aylesbury, Buckinghamshire, England; † 17. April 1887 in London) war ein britischer Offizier und Gouverneur der britischen Kolonien St. Helena, Neuseeland und Tasmanien.

## Leben
Thomas Gore Browne wurde als erster Sohn des Colonels Robert Browne und seiner Frau Sarah Dorothea Steward in Aylesbury geboren. Die Familie seines Vaters, mit anglo-irischer Abstammung (Browne (Familie)), siedelte im späten 18. Jahrhundert in Aylesbury. Da Söhne aller Generationen der Familie im Militärdienst tätig waren, war es auch klar, dass Thomas Gore Soldat wurde.

### Militärdienst
1824, mit nur 17 Jahren, trat er in die britische Armee ein und erwarb ein Offizierspatent als Ensign des 44th (East Essex) Regiment of Foot. Er wechselte zum 28th (North Gloucestershire) Regiment of Foot, wurde 1826 Lieutenant, 1829 Captain und 1834 Major. Von 1832 bis 1835 machte er als Adjutant des Hochkommissars seine ersten Erfahrungen in ziviler Verwaltung auf den unter britischem Protektorat stehenden Vereinigten Staaten der Ionischen Inseln. 1836 wechselte er zum 41st (Welch) Regiment of Foot und wurde noch 1842 im ersten Anglo-Afghanischen Krieg (1839–1842) eingesetzt und anschließend zum Brevet-Lieutenant-Colonel ernannt. 1845 wurde er schließlich zum Lieutenant-Colonel befördert. 1849 wechselte er ein letztes Mal das Regiment und wurde zum 21st (Royal North British) Regiment of Fusiliers versetzt, bei dem er dann 1851 unter Halbsold vom aktiven Armeedienst freigestellt wurde.

### Gouverneur auf St. Helena
1851 wurde Browne zum Gouverneur und Militärkommandant von St. Helena im Südatlantik ernannt. Er trug dafür Sorge, dass die Wasserversorgung auf der Insel verbessert wurde.

### Gouverneur in Neuseeland
1855 wurde er zum Gouverneur von Neuseeland ernannt. Browne war bei Amtsantritt nicht mit den Besonderheiten der Māori Kultur vertraut. Nach seiner Ankunft am 6. September 1855 in Auckland bereiste er deshalb sieben Monate lang intensiv die beiden Inseln, um Land und Leute und die Probleme des Miteinanders der Kulturen besser kennenzulernen.
Die Spannungen zwischen den Pākehā (europäische Siedler) und den Māori auf der Nordinsel des Landes waren bereits groß. 5/6 des Landes war noch im Besitz der Māori und während die Population der Māori abnahm, stieg die der Siedler rapide an. Diese forderten Land von den Maori, auf welchem Weg auch immer.
Als Browne nach Neuseeland kam, war von der Generalversammlung des House of Representatives nur noch ein kleiner Teil erhalten und der drückte sich vor einer verantwortungsbewussten Regierung. Browne löste das Parlament auf und ließ im April 1856 Neuwahlen abhalten. Nach der Wahl beauftragte er Henry Sewell mit der Regierungsbildung. Sewell hielt sich aber nur 13 Tage im Amt und wurde von William Fox gestürzt. Der wiederum wurde von Edward Stafford gestürzt, ebenfalls nach 13 Tagen. Mit Stafford allerdings konnte Browne bis zu seiner Abberufung im Jahr 1861 zusammenarbeiten. Doch Browne misstraute dem ausschließlich von weißen Siedlern besetzten Parlament und behielt als Befehlshaber der britischen Soldaten lieber die Kontrolle über die Māori-Angelegenheiten für sich.
Brownes Māori-Politik hatte drei Ziele: 1. überschüssiges Māori-Land rasch zu kaufen, 2. Land, welches die Māori in Zukunft benötigen würden, unter Treuhandverwaltung zu stellen und das Land für sie selbst unter den Schutz der Krone zu stellen und 3. eine Selbstverwaltung mit Gerichtsbarkeit in den Distrikten der Māori zu installieren, um damit alte Strukturen und Stammesführungen ersetzen zu können.
Brownes grundsätzliches Bemühen, etwas zum Wohle der Māori zu tun, wurde von seinem Entschluss überschattet, auf dem Verkauf einer kleinen Landfläche bei Waitara im nördlichen Taranaki zu bestehen. Damit hatte er den Clanchef Wiremu Kīngi Te Rangitāke gegen sich aufgebracht. Brownes zweite Fehlentscheidung war, seinem Unterhändler Donald McLean zu vertrauen, der durch skrupellose Geschäftsgebaren die Māori aufbrachte. Die Spannungen nahmen zu und entluden sich im ersten Taranaki-Krieg. Nachdem keine Seite in dem Konflikt gewinnen konnte, wurde im April 1861 ein Waffenstillstand vereinbart. Die dritte Fehleinschätzung Brownes war, sich der Unterstützung des Colonial Office in London gewiss zu sein, als er gegen das sogenannte King Movement der Māori mobilisierte. Nachdem Browne neben Stafford nun auch den Großteil der Regierung gegen sich hatte, wurde er vom Colonial Office im Mai 1861 abberufen, führte seine Geschäfte aber noch bis zum September 1861 weiter, um dann von seinem Vorgänger George Edward Grey, der von Australien zurückkehrte, als Gouverneur abgelöst zu werden.

### Gouverneur in Tasmanien
Am 10. Dezember 1861 wurde Browne zum Gouverneur von Tasmanien ernannt. Sein Ankunft in Hobart, der Hauptstadt Tasmaniens, wurde außergewöhnlich gefeiert. Man veranstaltete einen einwöchigen Karneval, wohl mehr als Freude darüber, dass sein Vorgänger, der als Jemand der „alten Schule“ galt, nun weg war.
Browne behielt seine Popularität auch über die folgenden wirtschaftlich schwierigen Jahre hinweg. Durch den Goldrausch in Victoria und New South Wales waren Arbeitskräfte weggegangen. Browne setzte sich für bessere Bewässerungstechniken und bessere Anbaumethoden in der Farmwirtschaft ein, versuchte die Bildung zu fördern sowie die Ausbildung in Handel und Gewerbe. Auch seine Forderung nach einer Handelsunion aller australischen Kolonien brachte ihm Anerkennung. Doch durch eine fragwürdige Beförderung eines älteren Beamten verlor er im letzten Jahr seiner Amtszeit sein Ansehen in der Öffentlichkeit und bei seinen Ministern.

### Rückkehr nach Großbritannien
1869 kam er zurück nach England und wurde im Juni 1869 als Knight Commander des Order of St. Michael and St. George (KCMG) geadelt. Zur Sicherung seiner Pension, trat er im Juli 1870 für 10 Monate auf den Bermudas die Position eines Administrators an.
Thomas Gore Browne starb am 17. April 1887 in London.

### Familie und Frau
Am 4. Juni 1851 heiratete Browne in St Quivox in South Ayrshire die aus Schottland stammende 22 Jahre jüngere Harriet Louisa Campbell (1829–1906). Sie hatten zusammen vier Söhne und zwei Töchter. Ihr erstes Kind und Tochter, Mabyl Helena wurde auf St. Helena geboren, die drei Söhne Harold, Wilfrid und Francis kamen in Neuseeland zur Welt und die Tochter Ethel und Sohn Godfrey wurden in Tasmanien geboren.
Browne hatte wohl seine Karriere beim Militär wegen seiner Frau Harriet aufgegeben. Gleich nach der Heirat trat er den Gouverneursposten auf St. Helena an. Brownes Ehefrau wurde besonders in Neuseeland für ihre angenehme Persönlichkeit, ihre Musikalität und ihr Interesse an Literatur und Theater geschätzt. Anerkennung bekam sie auch für ihr Verständnis für Politik. Ihr wurde nachgesagt, sie das Land ebenso regieren würde, wie der Gouverneur selbst und dass er nichts schreiben oder unterschreiben würde, ohne sie vorher konsultiert zu haben.
Nach dem Taranaki-Krieg und der Abberufung Brownes von seinem Gouverneursposten in Neuseeland, versuchte seine Frau durch Briefe schreiben seine Reputation zu retten.
In Tasmanien setzte sich Brownes Frau mehr im sozialen Bereich ein, lehrte an sogenannten Ragged Schools (Armenschule) und Industrial Schools (eine Art Berufsausbildungsschule), las in Hospizen und organisierte derartige Hilfen und war Schirmherrin von Frauenhäusern und Kinderheimen.
Nach dem Tod ihres Mannes 1887 reiste Harriet Browne 1898 noch einmal für einen Besuch nach Tasmanien. Sie selbst, die am 1. Juli 1829, es wird angenommen in Edinburgh in Schottland geboren wurde, starb am 9. April 1906 in Brooklands, Weybridge, Surrey, England.

## Orden und Ehrenzeichen
- Companion of the Order of the Bath (1843)
- Knight Commander of the Order of St. Michael and St. George (1869)